# Triere

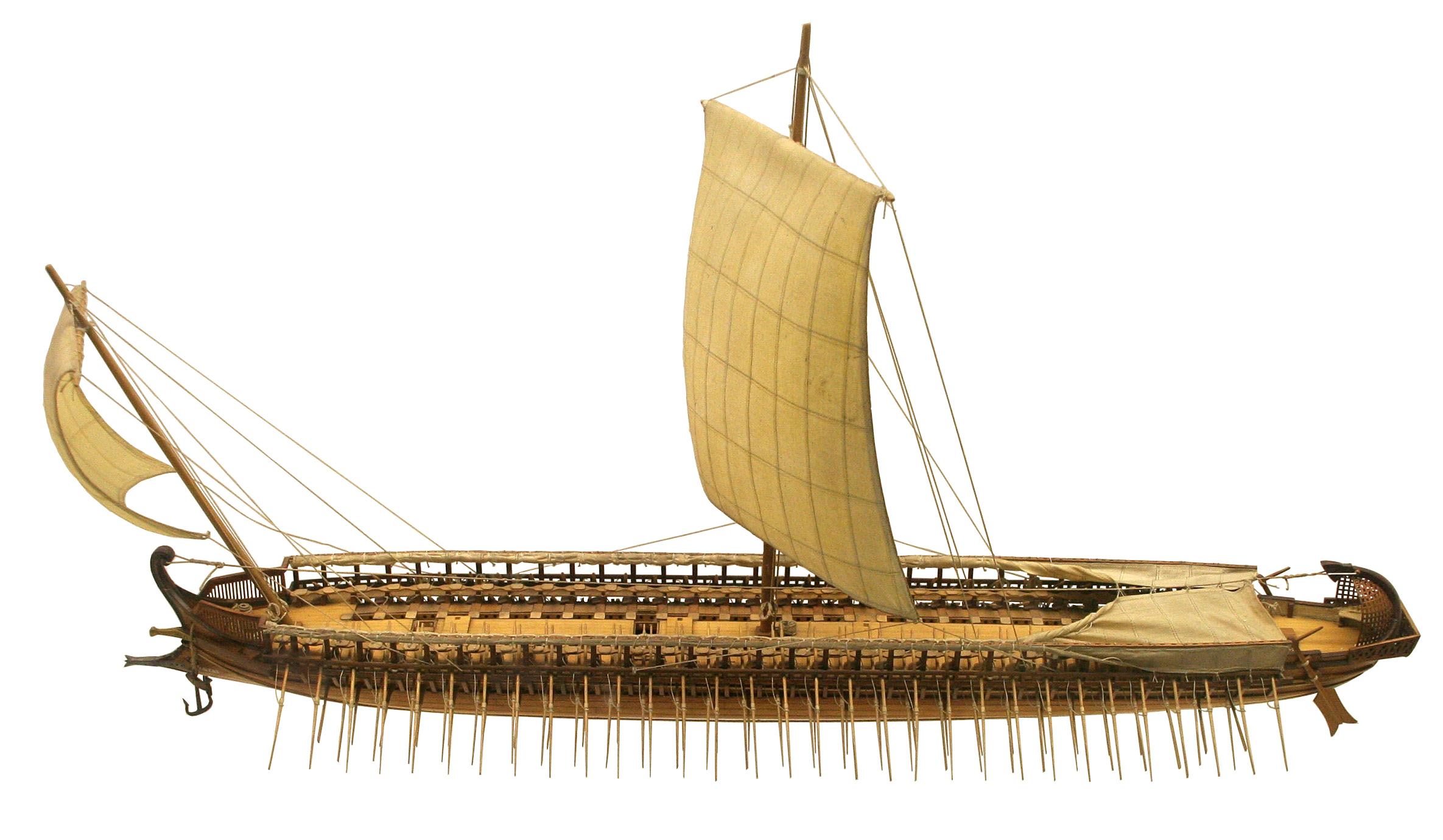
Modell einer Triere im Deutschen Museum, München

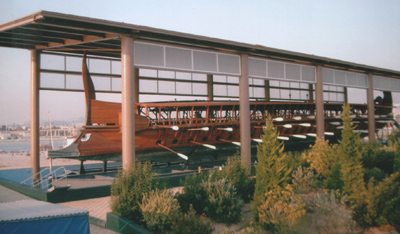
Nachbau einer Triere im Schiffsmuseum Trokadero Marina, Paleo Faliro, Athen

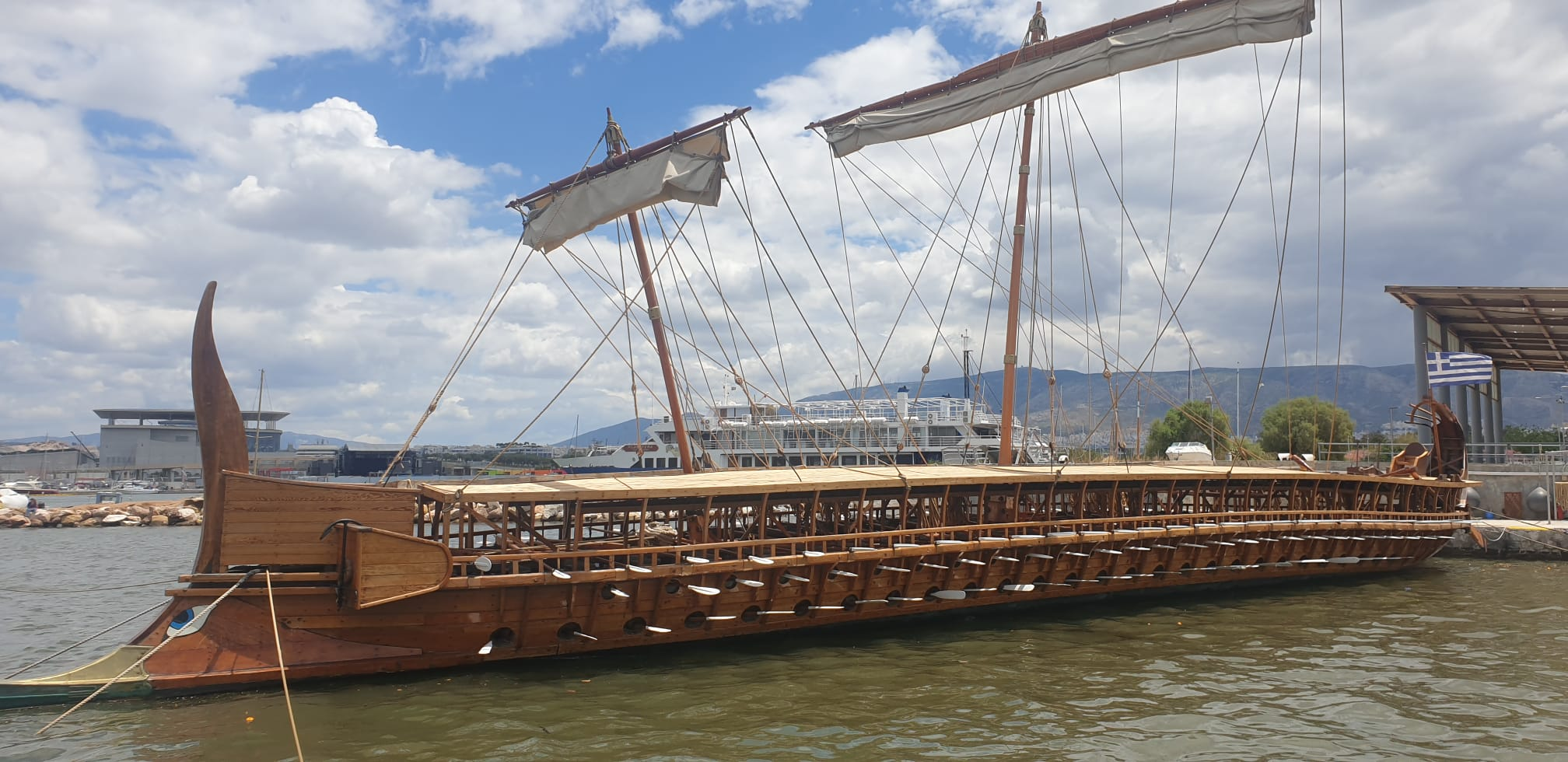
Nachbau einer Triere im Schiffsmuseum Trokadero Marina, Paleo Faliro, Athen

Die Triere (altgriechisch τριήρης triḗrēs) oder Trireme (lateinisch trieris, triremis, beides deutsch Dreiruderer) war ein rudergetriebenes Kriegsschiff des Altertums mit drei gestaffelt angeordneten Reihen von Ruderern (remiges) mit je einem Riemen. Sie war vom 6. bis zum 3. Jahrhundert v. Chr. das wichtigste Kriegsschiff der Seemächte im Mittelmeer.

## Geschichte
Die Triere wurde aus der Diere (mit zwei Ruderreihen) entwickelt, mit der Absicht, durch eine größere Zahl von Ruderern das Schiff noch schneller zu machen. Die damals wirksamste Taktik im Kampf Schiff gegen Schiff war das Rammen des Gegners, dessen Wirkung mit der Geschwindigkeit zunahm. Herodot erwähnt Trieren in Flotten des 6. Jahrhunderts v. Chr. Er berichtet auch von Flotten aus älteren Zeiträumen, deren Schiffe er ebenfalls als „Triere“ bezeichnet, doch ist unklar, ob nicht das Wort Triere zu seinen Zeiten auch allgemein für „Kriegsschiff“ verwendet wurde.

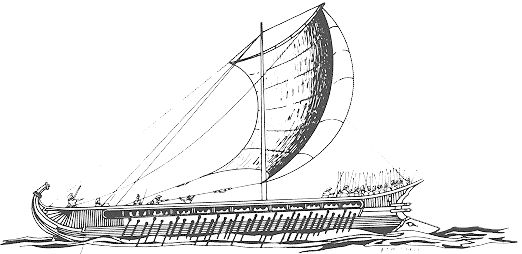
Triere – zeichnerische Rekonstruktion

537 v. Chr. besiegten die Etrusker zusammen mit den Karthagern eine griechische Flotte vor Korsika in der Schlacht von Alalia. Zu diesem Zeitpunkt war die Triere schon als primäres Kriegsschiff etabliert. Auch die großen Seeschlachten der Perserkriege wurden mit Trieren ausgetragen. Im ersten Punischen Krieg trat Rom als neue Seemacht auf und kopierte die Triere der Karthager. Die Römer führten die Enterbrücke (Corvus) ein und bewaffneten die Schiffe mit Wurfmaschinen, womit die Triere noch einmal in ihrem Kampfwert gesteigert wurde. Die römische Triere wurde damit etwas größer und schwerfälliger, konnte aber in der Schlacht von Mylae überzeugen.
Durch die Verlagerung des Taktikschwerpunktes vom Rammstoß zum Enterkampf wurde die Beweglichkeit der Schiffe immer weniger relevant. Dafür versuchte man, die Trieren weiter zu vergrößern, um noch mehr Wurfmaschinen und Soldaten mitnehmen zu können und so im Mêlée zu gewinnen. Da es aus konstruktiven und koordinativen Gründen nicht möglich war, die Zahl der Ruderreihen weiter zu vergrößern, musste man die Riemen selbst größer gestalten. Diese wurden schließlich zu groß, um von einem Mann alleine bedient zu werden. Also wurden entweder die oberste oder die oberen beiden oder alle drei Riemenreihen von je zwei Ruderern bedient. Daraus entstanden Typenbezeichnungen wie Quadrireme, Quinquereme und Hexere, die sich alle auf die Anzahl der Ruderer beziehen.
Mit dem Aufstieg Roms zur einzigen Seemacht im Mittelmeer wurde die neue Hauptaufgabe der römischen Flotte die Jagd auf Piraten. Dazu waren die Trieren zu schwer und zu langsam. Kleine schnelle Kriegsschiffe, wie die Liburne, wurden zur neuen Hauptwaffe der Flotte. Trieren kamen allerdings als einziger größerer Schiffstyp neben einzelnen Flaggschiffen durchaus auch noch in der kaiserzeitlichen römischen Flotte vor. Sie werden zuletzt für das Jahr 323 erwähnt. Der spätantike Geschichtsschreiber Zosimos berichtet dann um 500, die Kunst, Trieren zu bauen, sei mittlerweile vergessen. Als die Oströmer dann unter Justinian I. erneut eine starke Flotte aufbauten, traten Dromonen an die Stelle der alten Dreiruderer.

## Konstruktion

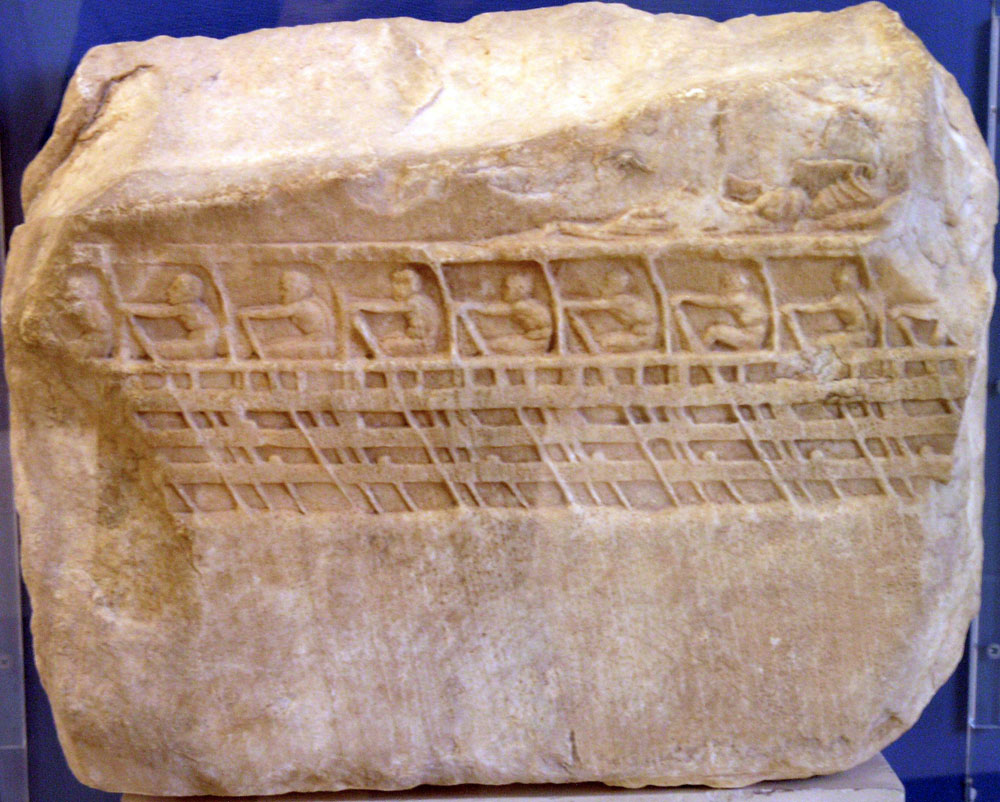
Athenische Triere des späten 5. Jahrhunderts (ca. 410 v. Chr.) – Fragment des sog. Lenormant Trireme Relief im Athener Akropolismuseum (Inv.Nr. 1339), eine wichtige Rekonstruktionsquelle

Die Länge der Triere betrug maximal 37 m, die übliche Breite 4,5 m plus 1 m für die Ausleger (parexeiresiai) der Riemen. Diese waren alle von gleicher Länge (4,2 m), aber unterschiedlicher Blattform in jeder Reihe auf jeder Seite (ähnlich der Diere mit zwei Reihen). Jeder Riemen wurde von einem Ruderer bedient. Die Steuerung der Triere erfolgte durch zwei seitliche Balanceruder oder beim langsamen Manövrieren durch asymmetrische Riemenbedienung. Das Schiff besaß zur Fortbewegung auf längeren Strecken Schiffsmast und Rahsegel, die vor der Schlacht abgebaut wurden, um die Beweglichkeit des Schiffes nicht zu beeinträchtigen. Die Verdrängung des Schiffes betrug ca. 45 Tonnen. Durch Versuche mit Nachbauten konnte eine Höchstgeschwindigkeit auf kurzen Strecken von ca. 7 Knoten oder 13 km/h ermittelt werden. Zum Rammen im Gefecht wurde auf eine Geschwindigkeit von mehr als 10 Knoten beschleunigt.

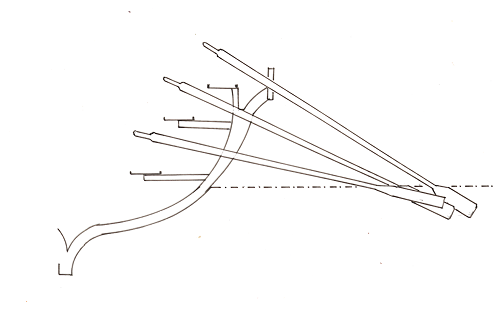
Ruderwerk einer Triere – Rekonstruktion

Die Größe der Triere ist durch archäologische Funde der Fundamente von Schiffshäusern, die dem Schutz der Schiffe im Winter dienten, recht genau bekannt. Es gibt aber keine Schiffsfunde, so dass alle detaillierten Informationen auf modernen Rekonstruktionen beruhen, die sich auf die Auswertung schriftlicher Überlieferungen und bildlicher Darstellungen stützen, so z. B. die „Attischen Seeurkunden“ (Böckh und Graser).
Die Triere war aus verschiedenen Gründen nicht hochseetauglich:
- Die leichte Bauweise und der niedrige Freibord machte sie sehr anfällig für Stürme.
- Die im Verhältnis zu Schiffsgröße und -gewicht sehr große Besatzung hätte auf längeren Fahrten viel Wasser und Verpflegung erfordert, für die kein Stauraum vorhanden war.
- Der Schwerpunkt liegt sehr hoch über dem Wasserspiegel.

Die leichte Bauweise der Triere wird dadurch verdeutlicht, dass es einer Triere in einem Fall möglich war, eine Hafensperre zu überwinden, indem ein Teil der Besatzung zum Heck ging und mit seinem Gewicht den Bug aus dem Wasser hob.

## Bordorganisation und Einsatz
Zur Besatzung einer attischen Triere gehörten 170 Ruderer (62 auf der oberen Ebene, 54 auf der mittleren und 54 auf der unteren Ebene), 10 bis 20 Matrosen (inklusive der Offiziere) und etwa 10 Soldaten: Hopliten (sog. Epibaten) für den Enterkampf und Bogenschützen zur Bekämpfung des Feindes mit Wurfspeeren und Pfeilen. In anderen Flotten wie etwa der römischen hatte der Enterkampf einen höheren Stellenwert, so dass die Besatzung mehr Soldaten umfasste. Auch die Bauform der Triere variierte entsprechend der bevorzugten Taktik. Dazu gab es noch langsamere und breitere Trieren zum Transport von Truppen und Pferden.
Die Eigenheiten der Triere, deren 170 Ruderer jeweils an einem eigenen Riemen saßen, verlangten einen hohen Grad an Fertigkeiten und Konzentration seitens der Ruderer: Ein einzelner unerfahrener Ruderer konnte die gesamte Mannschaft aus dem Takt bringen. Die Trierenbesatzungen mussten hart und lang trainieren. Die Ruderer waren keine Galeerensklaven, sondern Angehörige der ärmsten Schicht der freien Bürger (in Athen: Theten) einer Polis und wurden gut besoldet. Sklaven, die in Notfällen eingesetzt werden sollten, wurden vor oder nach dem Einsatz freigelassen. Im Krisenfalle hatte die Leistung der Besatzung einer Triere einen Einfluss auf das Überleben ihrer Stadt, was den Anspruch an die Zuverlässigkeit einer solchen Besatzung sowohl beim Training als auch im Kampfeinsatz erhöhte. Im Peloponnesischen Krieg (431–404 v. Chr.) bestand die typische Besatzung einer athenischen Triere aus 80 Bürgern, 60 Metöken und 60 Ausländern.
Eine Triere wurde von einem Trierarch kommandiert. Dabei handelte es sich in Athen oft um einen reichen Bürger, der das betreffende Schiff auf eigene Kosten auszurüsten und instand zu halten, die Mannschaft anzuwerben und zu besolden, und auch selbst die Führung des Schiffes in der Schlacht zu übernehmen hatte. Die eigentlichen seemännischen Aufgaben lagen beim Steuermann, dem ein Beobachter der Wind- und Wasserverhältnisse, ein Zahlmeister, ein Schiffszimmermann und die Matrosen unterstanden. Die Ruderer waren gegen Entgelt arbeitende Bürger Athens und dank dieses Kriegsdienstes im demokratischen Athen den anderen Bewaffneten gleichgestellt. Insbesondere, da Athen seinen Großmachtstatus auf seine Flotte von ca. 200 Trieren stützte, waren die Ruderer sehr angesehen und politisch einflussreich.
Die übliche Kampftaktik war das Zerstören der Ruderreihen im Vorbeifahren, um das gegnerische Schiff anschließend zu entern oder mit einem Rammstoß zu versenken. Dafür trug eine Triere einen bronzeummantelten Rammsporn am Bug. Er hatte ein Gewicht von ca. 200 kg, schwamm und wurde wenn möglich nach einem Kampf geborgen und wiederverwendet. In der Schlacht von Syrakus (ca. 415 bis 413 v. Chr., siehe Sizilienexpedition) wurde erstmals ein Rammstoß mit verstärktem Bug auf einen gegnerischen Bug gezeigt. Eine weitere wichtige Taktik war die Seeblockade und das koordinierte Vorgehen von Land- und Seestreitkräften. So war z. B. ein nächtlicher Überfall auf die nachts am Ufer kampierende Besatzung eine sehr erfolgversprechende Kriegslist, oder man drückte den Gegner ans Ufer oder auch nur in Reichweite des Ufers, wo man die Schiffe in Brand setzen oder die Mannschaft bekämpfen konnte.

## Siehe auch

Eine Triere auf einer griechischen 1-Cent-Münze